# 小行星7549
小行星7549（英語：7549 Woodard）是一颗围绕太阳公转的小行星。1980年10月9日，卡罗琳·舒梅克、尤金·舒梅克在帕洛马山发现了此天体。
这颗小行星的绝对星等为183.11787等。